# Lądowisko Białystok-Szpital
Lądowisko Białystok-Szpital – lądowisko sanitarne w Białymstoku, w województwie podlaskim, położone przy ul. Marii Skłodowskiej-Curie 24a, na dachu budynku dobudowanego kompleksu Uniwersyteckiego Szpitala Klinicznego. Przeznaczone jest do wykonywania startów i lądowań śmigłowców sanitarnych i ratowniczych w dzień i w nocy o dopuszczalnej masie startowej do 5700 kg. Wraz z jego uruchomieniem, zlikwidowane zostało lądowisko zlokalizowane w linii między budynkami Uniwersyteckiego Szpitala Klinicznego a Collegium Pathologicum, wzdłuż ul. Waszyngtona, które figurowało w ewidencji lądowisk Urzędu Lotnictwa Cywilnego pod numerem 254 pod nazwą Białystok-Uniwersytecki Szpital Kliniczny. Obecnie w tym miejscu znajduje się kryty parking Uniwersytetu Medycznego.  
Zarządzającym lądowiskiem jest Uniwersytecki Szpital Kliniczny w Białymstoku. W roku 2014 zostało wpisane do ewidencji lądowisk Urzędu Lotnictwa Cywilnego pod numerem 289
Całkowity koszt inwestycji wyniósł około 1,5 mln zł